# Joakim Nyström
Karl Joakim Nyström, född 20 februari 1963 i Skellefteå, är en svensk högerhänt tidigare professionell tennisspelare.

## Tenniskarriären
Joakim Nyström spelade professionell tennis på ATP-touren 1981-1991. Han tvingades avsluta sin internationella tävlingskarriär på grund av skador i båda knäna. Han är en av Sveriges framgångsrikaste spelare genom tiderna med 13 ATP-titlar och ytterligare 5 finaler i singel. Som bäst rankades han som världssjua (31 mars 1986) i singel. I dubbel vann han 8 ATP-titlar, varav en Grand Slam (GS), och deltog dessutom i ytterligare 13 finaler. Han rankades som världsfyra i dubbel (10 november 1986).
År 1986 nådde han tillsammans med Mats Wilander finalen i herrdubbel i Wimbledonmästerskapen. Svenskarna ställdes mot det amerikanska paret G.W. Donnelly/Peter Fleming, som besegrades i tre raka set (7-6, 6-3, 6-3).
Joakim Nyström deltog i det svenska Davis Cup (DC)-laget 1982-1987. Totalt spelade han 10 matcher av vilka han vann sju. Han deltog i världsfinalerna 1983, 1985 och 1987, av vilka Sverige vann cup-titeln de två sista. I dessa två senare finaler, mot Västtyskland och Indien, spelade Nyström dubbel tillsammans med Mats Wilander. Paret vann båda dessa matcher.

## Spelaren och personen
Joakim Nyström var en av de unga tennisspelare 1981 blev en del av den nybildade sponsorsatsningen Team SIAB. Tillsammans med tränaren John-Anders Sjögren åkte de på träningsresor till bland annat Australien. Liksom för de övriga spelarna, Mats Wilander, Anders Järryd och Hans Simonsson, utvecklades hans spel påtagligt i samband med resorna. Han är känd för sitt lugn på banan och sitt metodiska spel. 
Efter avslutad tävlingskarriär tränade Nyström under en femårsperiod Thomas Enqvist. År 1993 flyttade han tillbaka till Skellefteå där han bosatte sig med Marika Nyström. 2008 blev han tränare för österrikaren Jürgen Melzer.
Nyström är även assisterande DC-kapten och ansvarar för Svenska Tennisförbundets ungdomssatsning Team Catella, som kan sägas vara en uppföljare till Team SIAB.

## Grand Slam-titlar
- Wimbledonmästerskapen
  - Dubbel - 1986